# Wasserbehälter Kloppenheim

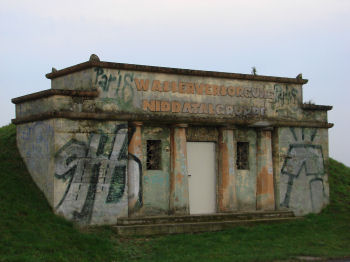
Der Wasserbehälter von Kloppenheim

Der Wasserbehälter Kloppenheim ist ein als Hochbehälter ausgeführter Wasserbehälter im Gebiet der hessischen Stadt Karben.
Er wurde 1911 auf einer kleinen Anhöhe etwa einen Kilometer südlich des Dorfes Kloppenheim errichtet. Auftraggeber war die Wasserversorgung Niddatalgruppe, die im ersten Jahrzehnt des 20. Jahrhunderts für die Dörfer im mittleren Niddatal eine zentrale Wasserversorgung aufbaute.
Der Hochbehälter, der die Wasserversorgung für Kloppenheim sicherstellen sollte, wurde als wuchtiger Stahlbetonbau ausgeführt. Dem Zeitgeschmack des Historismus folgend versuchte man jedoch, den Zweckbau durch eine aufwändige Gestaltung der Fassade ästhetisch zu überhöhen. Im Baukörper des sichtbaren Teils des Wasserwerks finden sich Elemente antiker Grabbauten wieder. Der Eingang wird gesäumt von vier massiven Halbsäulen.